# Sylvia Brett
Sylvia Leonora Brett, född 25 februari 1885 i London, död 11 november 1971, var den sista raneen drottningen) av kungadömet Sarawak på Borneo 1917-1946, gift med den sista av de så kallade "Vita Rajorna" av Sarawak, Sir Charles Vyner de Windt Brooke, Raja av Sarawak (r. 1917-1946).
Sylvia Brett var dotter till Reginald Baliol Brett, the 2nd Viscount Esher, KCB, och Eleanor Van de Weyer. Hon växte upp på en herrgård i England. År 1909 blev hon medlem i en kvinnoorkester som hade bildats av Margaret Brooke, drottning av Sarawak. Hon mötte samma år Sarawaks tronföljare, Charles Vyner de Windt Brooke. Paret gifte sig 21 februari 1911. Paret fick tre döttrar. 
År 1912 flyttade Sylvia Brett till Sarawak, där hon fem år senare blev drottning när hennes make år 1917 efterträdde sin far som raja (kung). Kungadömet Sarawak var en självständig stat på Borneo som sedan 1841 styrdes av familjen Brooke, en kungadynasti med engelskt ursprung. 
Sylvia blev 1932 den första kvinnan i Sarawak att flyga när den berömda äventyraren Richard Halliburton och hans pilot Moye Stephens passerade Sarawak på sin jorden-runt-resa och erbjöd henne en flygtur i sitt plan, Flying Carpet. 
Hon utgav elva böcker, och bidrog också med noveller till veckotidningar.   
Sylvia Brett motsatte sig den muslimska tronföljdsordningen i Sarawak, som inte godkände hennes dotter Dayang Leonora Margaret som tronföljare utan i stället placerade makens brorson, Anthony Walter Dayrell Brooke, på den platsen på grund av hans kön, och hon ska ha varit inblandad i flera försök att förändra successionsordningen. 
En samtida kolonialtjänsteman beskrev henne som: "en farlig kvinna, fylld av machiavelliska planer att förändra tronföljdsordningen, och spektakulärt vulgär i sitt uppförande", medan hennes bror beskrev henne som "en kvinnlig Iago". 
Sarawaks kungafamilj var på besök i Australien när japanerna ockuperade staten i december 1941, och kvarblev där under återstonden av andra världskriget. År 1946 återvände maken till Sarawak och överlät staten till Storbritannien.   
Fort Sylvia i Kapit har fått sitt namn efter henne.